# Salicornia cruciata
Salicornia cruciata är en amarantväxtart som beskrevs av Peter Forsskål. Salicornia cruciata ingår i släktet glasörter, och familjen amarantväxter. Inga underarter finns listade i Catalogue of Life.